# New Mater Volley
La New Mater Volley è una società pallavolistica maschile italiana: milita nel campionato di Serie A3.

## Storia
La New Mater Volley nasce al termine della stagione 2008-09, quando acquista i diritti per giocare nel campionato di Serie A2 dalla Materdomini Volley, società storica della cittadina di Castellana Grotte, decisa a proseguire le proprie attività solo col settore giovanile. Parte dell'assetto dirigenziale della Materdomini Volley entra a far parte della nuova società, che conferma come tecnico il brasiliano Radamés Lattari, già traghettatore della Materdomini dal novembre 2008. Durante la prima stagione di attività, la New Mater vince la regular season del campionato di Serie A2, ma, a causa del blocco delle promozioni è costretta a prendere parte ai play-off promozione; dopo aver eliminato in due gare la Pallavolo Padova ai quarti di finale, in semifinale viene sconfitta in tre gare dalla Pallavolo Reima Crema, quarta classificata al termine della stagione regolare, mancando la promozione nella massima serie. Anche in Coppa Italia il cammino si interrompe prematuramente, a causa della sconfitta in semifinale contro la Zinella Volley Bologna.
Durante l'estate del 2010 acquista dal Taranto Volley il diritto di partecipare al campionato 2010-2011 di Serie A1. La stagione però non inizia in modo esaltante: al termine del girone di andata la squadra chiude al penultimo posto in classifica, così nel mese di gennaio viene esonerato Lattari ed al suo posto viene chiamato Flavio Gulinelli; nonostante un girone di ritorno da protagonista, con nove vittorie su tredici incontri, la New Mater retrocede all'ultima giornata, classificandosi al penultimo ad appena un solo punto dalla Top Volley di Latina ed a due punti dalla M. Roma Volley e dalla Pallavolo Piacenza.
Nella stagione 2011-12 la squadra viene affidata al tecnico Luca Monti, che però colleziona una vittoria e due sconfitte tutte al tie break e viene esonerato dopo appena tre giornate; così il timone passa nelle mani di Vincenzo Di Pinto. Grazie al secondo posto nel girone d'andata, la New Mater si qualifica alla Coppa Italia: nella gara unica dei quarti elimina con un secco 3-0 l'Argos Sora, qualificandosi per la final-four di Andria, dove batte per 3-2 la Sir Safety Perugia in semifinale, per poi sconfiggere in quattro set il Volley Segrate 1978 e vincere il primo trofeo della sua storia. Al termine del girone di ritorno di campionato, la New Mater è seconda con un ritardo di cinque punti dalla Sir Safety Umbria Volley ed è costretta a giocarsi la promozione in Serie A1 nuovamente ai play-off: ai quarti di finale batte in tre gare la Pallavolo Loreto, in semifinale invece impiega quattro gare per piegare la resistenza del Volley Segrate 1978 e, dopo la doppia vittoria in finale nel derby pugliese con la Pallavolo Molfetta, festeggia la prima promozione sul campo in massima serie.
Per la stagione 2012-13 la guida tecnica torna nelle mani di Flavio Gulinelli.
La squadra conclude la stagione con un ottavo posto in campionato e l'eliminazione agli ottavi dei play-off da parte di Vibo Valentia.
Nel giugno 2013 la società rinuncia all'iscrizione al campionato di Serie A1 2013-14, ripartendo dalla Serie B2. Salita in Serie B1 nella stagione 2015-16, ottiene il secondo posto in classifica nel proprio girone, venendo promossa in Serie A2 per il campionato 2016-17: ottiene dunque la terza promozione consecutiva grazie alla vittoria dei play-off promozione, ritornando in Serie A1 dopo quattro anni.
Nella stagione 2017-18 partecipa per la prima volta alla Coppa Italia venendo eliminata ai sedicesimi di finale; al termine dell'annata 2018-19, complice l'ultimo posto in classifica, retrocede nella serie cadetta.
Dopo cinque stagioni consecutive nella Serie A2, al termine della stagione 2023-24, retrocede in Serie A3.

## Rosa 2023-2024
| N° | Nome                | Ruolo | Data di nascita  | Nazionalità sportiva |
| -- | ------------------- | ----- | ---------------- | -------------------- |
| 2  | Federico Compagnoni | O     | 18 gennaio 2003  | Italia               |
| 3  | Ismael Princi       | O     | 5 maggio 2000    | Italia               |
| 4  | Willian Bermudez    | O     | 5 agosto 1994    | Colombia             |
| 5  | Nicolò Ciccolella   | C     | 15 giugno 2004   | Italia               |
| 6  | Alberto Pol         | S     | 4 marzo 2001     | Italia               |
| 8  | Filippo Menchetti   | S     | 28 marzo 2003    | Italia               |
| 9  | Cosimo Balestra     | C     | 30 novembre 2003 | Italia               |
| 10 | Emanuele Rampazzo   | P     | 27 maggio 2003   | Italia               |
| 11 | Alessandro Fanizza  | P     | 11 dicembre 2004 | Italia               |
| 13 | Federico Guadagnini | S     | 26 giugno 2004   | Italia               |
| 14 | Nicola Cianciotta   | S     | 8 aprile 2001    | Italia               |
| 16 | Riccardo Iervolino  | S     | 22 gennaio 2003  | Italia               |
| 16 | Leonardo Battista   | L     | 29 marzo 1995    | Italia               |
| 22 | Victorio Ceban      | C     | 22 novembre 2001 | Italia               |

## Palmarès
- Coppa Italia di Serie A2: 1

2011-12